# 曹德宣

曹德宣（1896年—1966年4月26日），中華民國政治人物，國立瀋陽高等師範學校畢業，曾任克山縣教育局局長、遼寧省立師範專科學校教授、遼寧省政府教育廳督學、遼寧省立第三中學校長、北平軍分會陸軍第五十三軍政訓處處長、中國國民黨中央組織部視察專員、中國國民黨中央黨政考核委員會專門委員、江蘇省江都縣縣長、社會部東北特派員公署專門委員、瀋陽市參議會參議員等職，1948年代表瀋陽市出任第一屆監察委員。

## 遷居臺灣後

### 監察院調查
曹德宣隨中華民國政府遷至臺灣後，曾參與監察院於1952年1月通過之彈劾前代總統李宗仁案。
1955年1月，曹德宣參與監察院審查蔣經國所寵信的國防部軍法局局長包啟黃之貪贓枉法。
1955年9月，曹德宣參與曹啟文等共9名監察委員所提調查孫立人兵變案，監察院旋推曹啟文、蕭一山、王枕華、陶百川、余俊賢共同組成五人調查小組，曹啟文為召集人。
1959年7月28日，監察院針對委員曹德宣、郭學禮所提之「海埔新生地舞弊案」調查報告及彈劾書等進行審查，經陶百川、張岫嵐、酆景福、王枕華等9位委員審查並修正後，決定彈劾在海埔新生地弊案裡協助歐雲明等3名臺灣省議員一同炒地皮、涉官商勾結販賣圖利取得不法利益的臺灣省政府民政廳廳長連震東、臺灣省政府地政局局長沈時可及臺灣省政府地政局第四科科長王新民，並分別送公務員懲戒委員會及最高檢察署，臺南地檢處也定29日上午9時開庭偵查。連震東玩弄法令、陰謀舞弊、處理違法瀆職之彈劾案獲通過。

### 觀點和主張
曹德宣於1960年1月之《自由中國》發表〈擁護蔣總統領導而不贊同連任─希望國大代表要負起歷史之責任！〉。
雷震曾於1964年記載，曹德宣表示：「美國人嘗說，臺灣盡是“Yes”、沒有“No”字，所有大官要人都是"Yes, man”啊！」
曹德宣於1964年12月在《自立晚報》發表〈掃除虛偽和不誠實〉，認為「韓戰前後，我們反對『兩個中國』，這絕對有利，因為所有西方國家認為中共是侵略國；但是如今國際形勢已經改變，法國公然承認共匪」，建議改採兩個中國的政策，「絕對不可以意氣用事、憤然退出聯合國」，結果遭中國國民黨開除黨籍。